# Station Majadahonda
Majadahonda, gewijzigd door El Plantío-Majadahonda, is een spoorwegstation van de Cercanías Madrid.
Het station is gelegen in de plaats Majadahonda, een voorstad van Madrid, en bevindt zich in zone B2 aan de lijnen C-7 en C-10.
Men kan gebruikmaken van de parkeerplaats, die in handen is van de spoorwegmaatschappij RENFE.